# Embraiagem

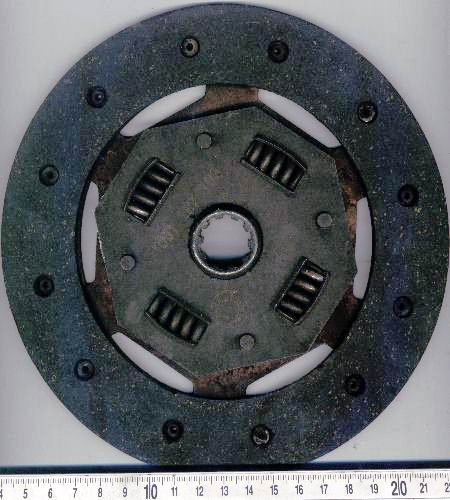
Disco de embreagem. O centro estriado permite o acoplamento perfeito ao veio primário da caixa de velocidades.

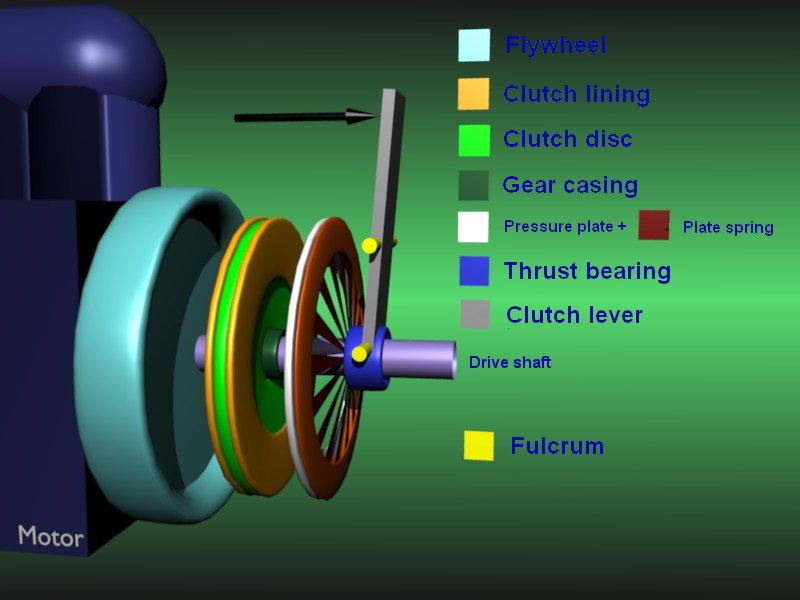
Desmontagem da embreagem para compreensão: o volante (ciano), o disco de embreagem (laranja e verde), anel de impulso (azul escuro), prato de pressão (castanho e branco) forquilha de embreagem (cinzento).

A embraiagem (português europeu) ou embreagem (português brasileiro) é o mecanismo utilizado em diversos veículos para transmitir a rotação do volante do motor para as engrenagens da caixa de velocidades que, por sua vez, irá desmultiplicar essa rotação (consoante a engrenagem, ou mudança, selecionada) e transferi-la para o diferencial através do eixo. 
A transmissão entre o volante, fixado por meio de parafusos à cambota, e a caixa de velocidades dá-se através da pressão do disco de embreagem, um disco delgado de aço de elevada tenacidade cujas faces estão revestidas com um material de alta fricção, contra o volante do motor. Quando o disco está fixado contra o volante, a força de aperto deverá ser suficientemente grande para não permitir deslizamentos entre as duas superfícies — patinagem. O disco, na sua posição natural, é apertado contra o volante através do prato de pressão. 
Com a pressão do pedal da embreagem, o sistema de pressão, que pode ser constituído por molas ou outro sistema de pressão, como a embreagem de diafragma, alivia a pressão do prato, suprimindo o contrato do disco com o volante e, consequentemente, interrompendo a transmissão de força motriz para a caixa de velocidades. É de salientar que, neste momento, ocorre uma gradual dessincronização entre a rotação da cambota e o veio primário da caixa de velocidades.
Por vezes os condutores optam por mandar reforçar a embreagem de forma a suportar binários maiores e dessa forma aumentar a sua longevidade. Este reforço pode ser em cerâmica ou kevlar e é muito utilizado em carros alterados (tuning).
Tipicamente uma embreagem é mudada entre os 120.000km e 180.000km, mas dependendo do estilo de condução poderá gastar-se ao fim de apenas 40.000km. Por vezes, também é necessário substituir o volante motor.